# Ніж для томатів

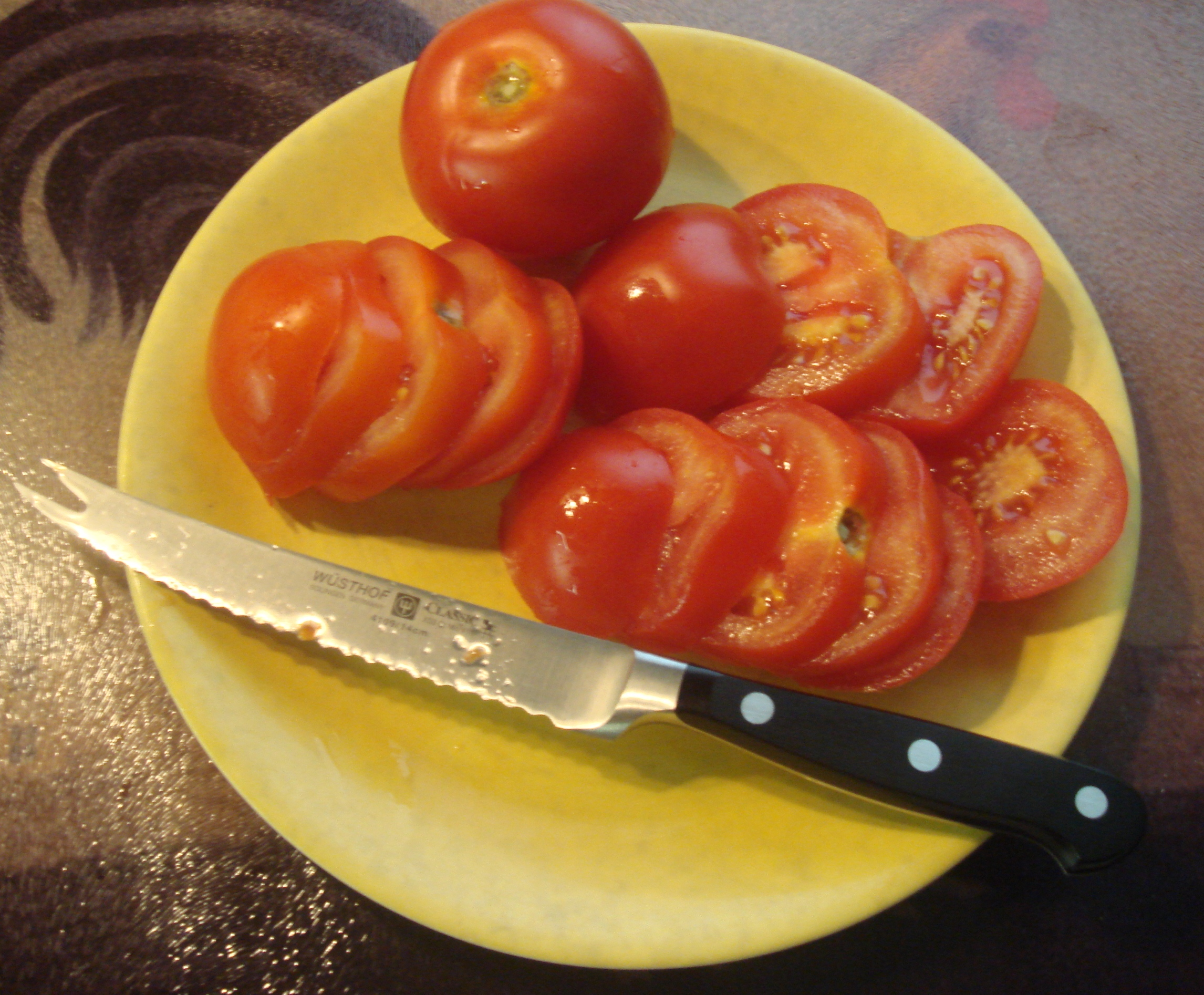
Ніж для томатів з роздвоєними кінчиками

Ніж для томатів — невеликий зазубрений кухонний ніж для розрізання помідорів. Зубчастий край ножа дозволяє різати шкірку помідора швидко і з мінімальним тиском без подрібнення м'якоті. Велика кількість ножів для томатів мають роздвоєні кінчики, які дозволяють піднімати і переміщати часточки помідора, після того як вони були відрізані. Подібні ножі застосовуються для різання будь-яких фруктів і овочів з твердою шкіркою та ніжною м'якоттю.

## Галерея ножів для томатів

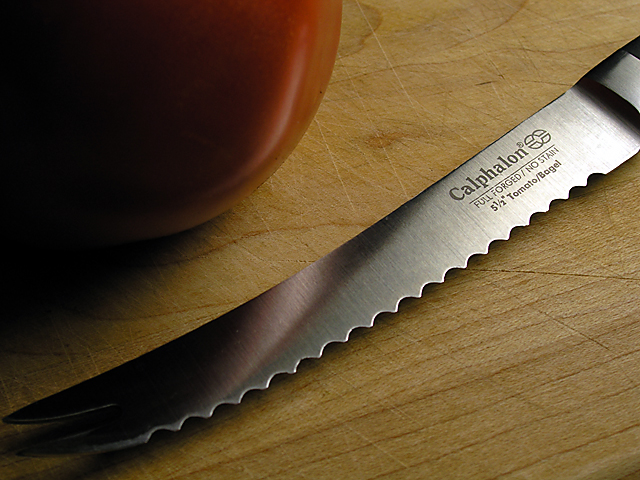
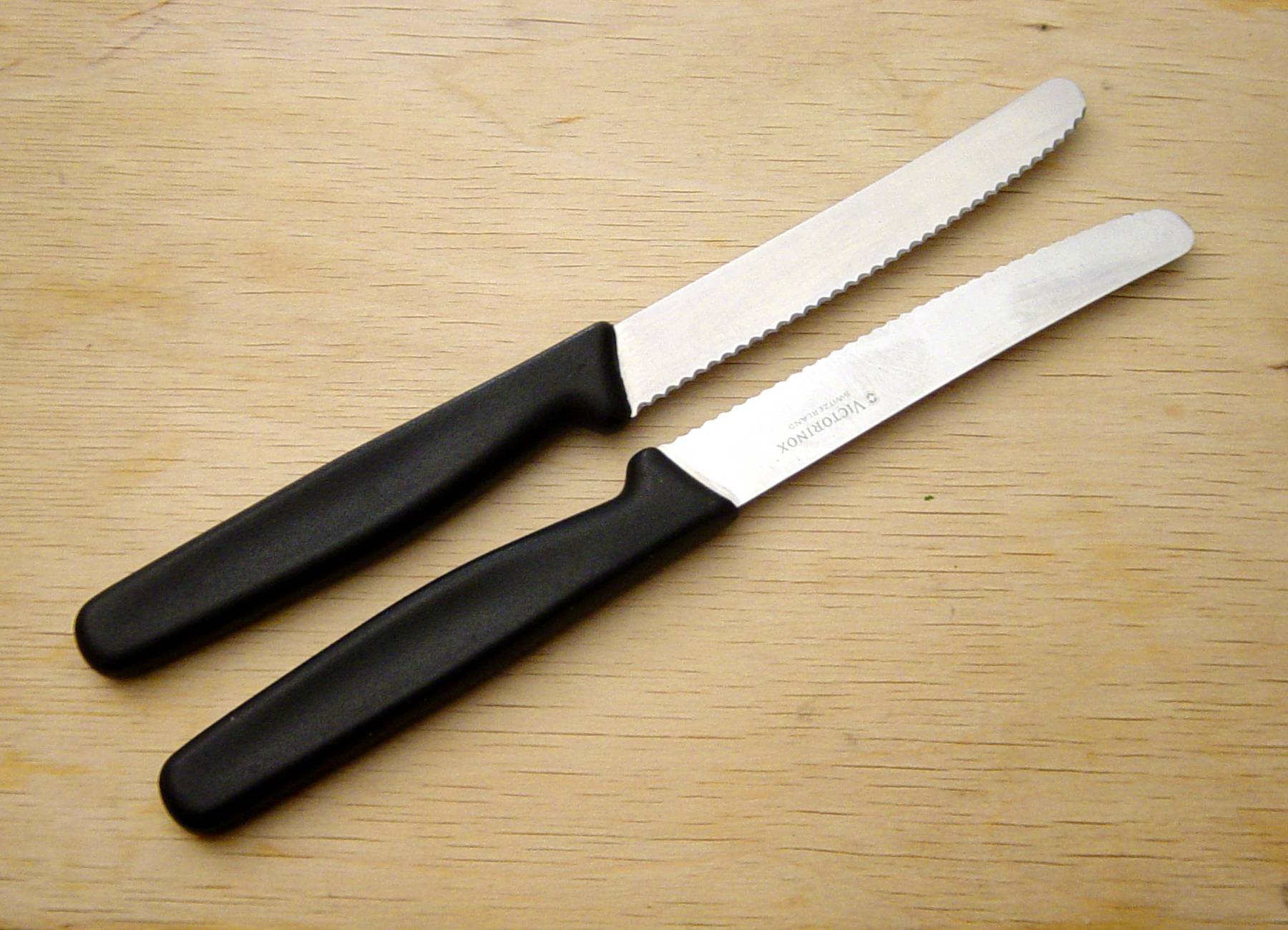
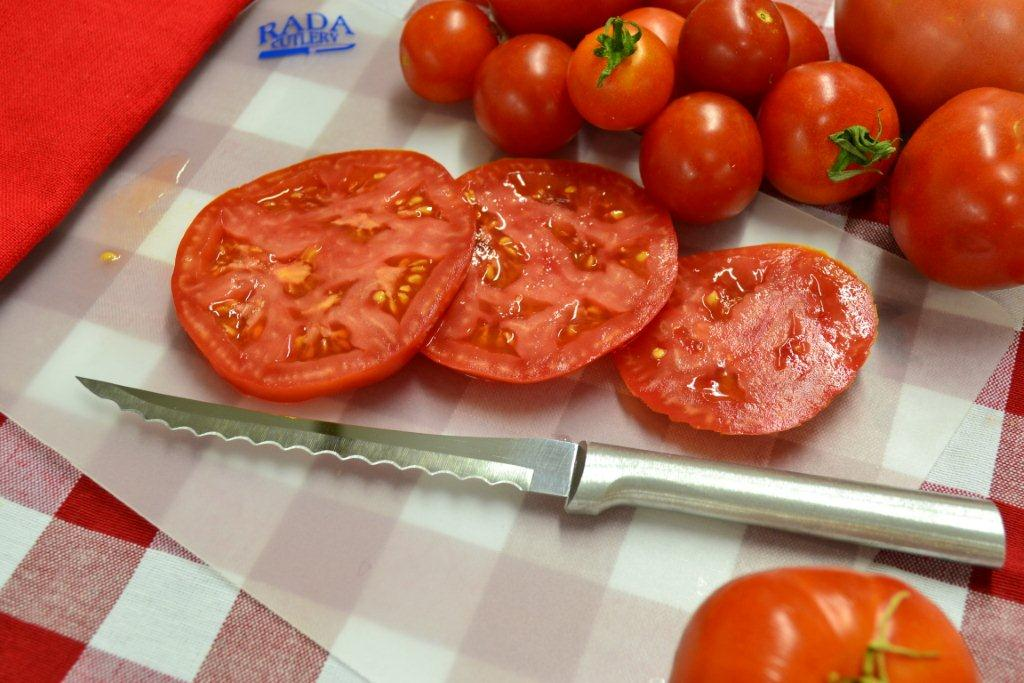